# Foliacja (geologia)

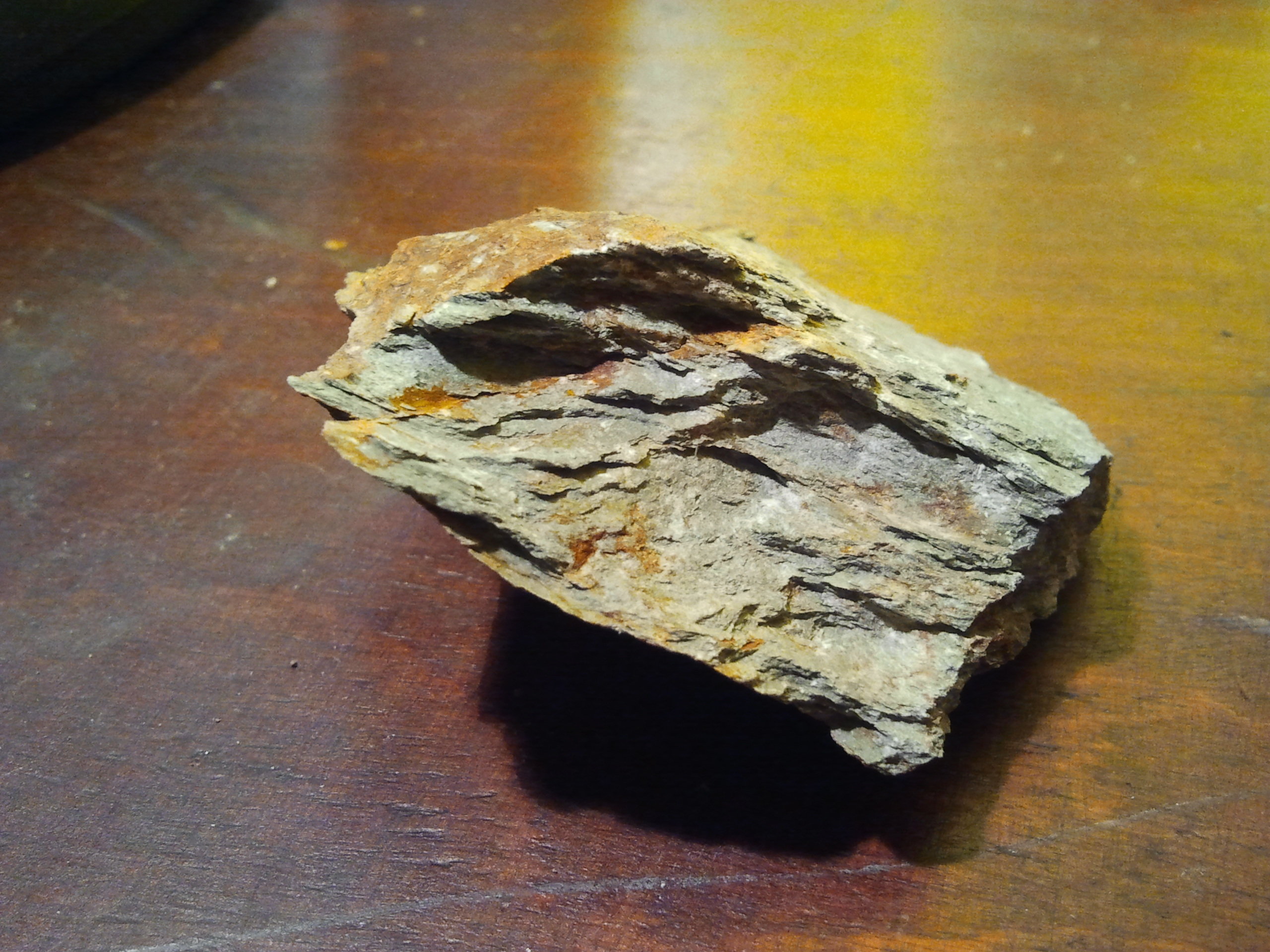
Łupek zieleńcowy z foliacją i laminacją

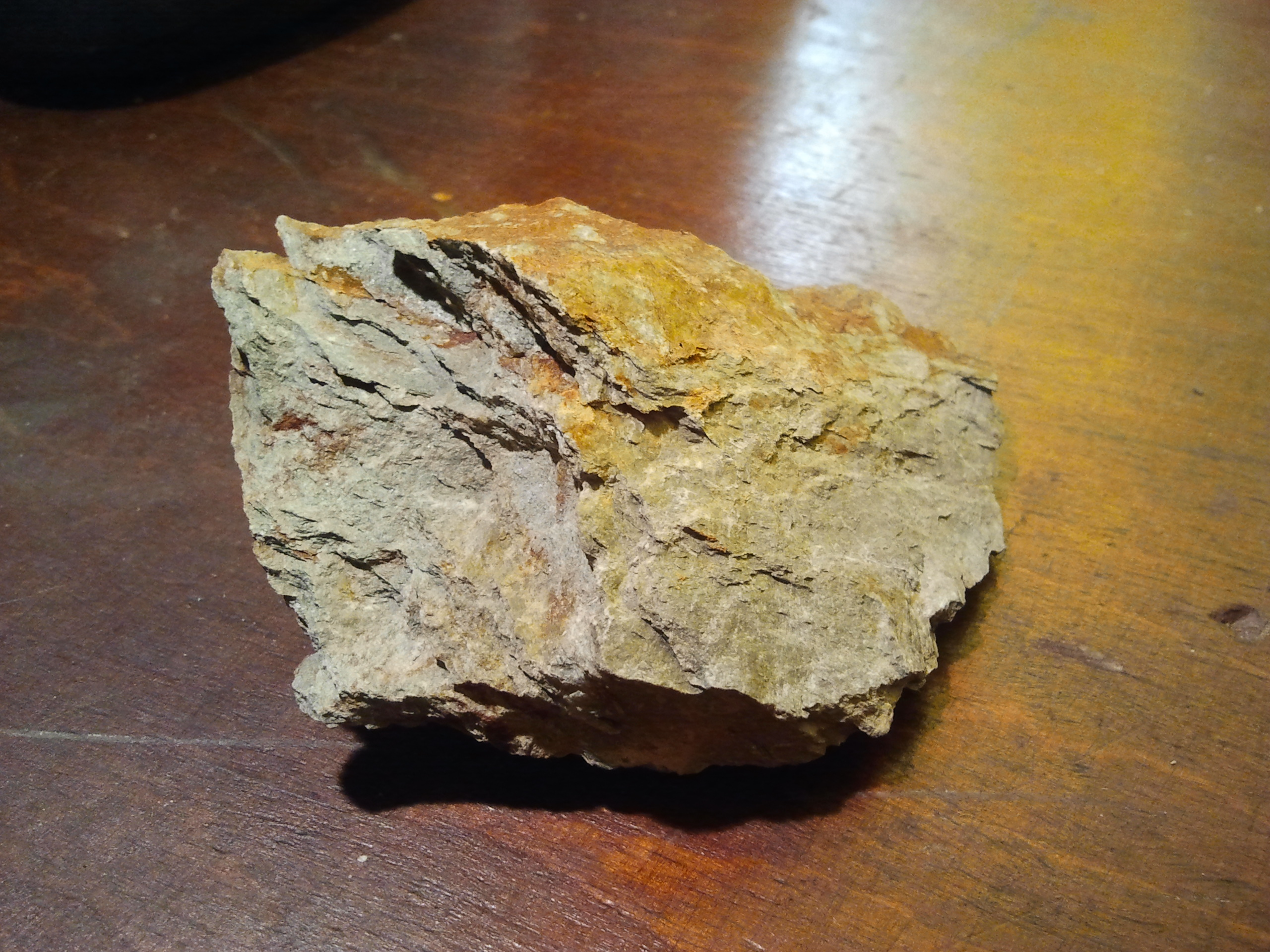
Łupek zieleńcowy z foliacją i laminacją (ten sam)

Foliacja – planarne uporządkowanie wewnętrznej budowy skały.
Określenie to stosuje się do skał metamorficznych i magmowych. Płaskie i wydłużone ziarna minerałów skałotwórczych są ułożone równolegle. Nie musi pokrywać się z kierunkami pierwotnego uławicenia. Foliacja często pokrywa się z laminacją skały.
Foliacja powstaje w wyniku wysokiego ciśnienia (np. nacisku tektonicznego) i rekrystalizacji ziaren mineralnych oraz krystalizacji nowych minerałów metamorficznych. Skutkiem foliacji jest łatwe dzielenie się skały na cienkie płytki.